# Lycodryas pseudogranuliceps
Lycodryas pseudogranuliceps — вид змій родини Pseudoxyrhophiidae. Ендемік Мадагаскару.

## Поширення і екологія
Lycodryas pseudogranuliceps поширені на заході острова Мадагаскар, а ьтакож спостерігалися на північному сході і південному сході острова. Вони живуть в сухих тропічних лісах і галерейних лісах.